# Leben … I Feel You
Leben … I Feel You (englisch für ‚Leben … Ich fühle dich‘) ist ein Lied des deutschen EDM-Musikprojektes Schiller, in Kooperation mit dem deutschen Synthie-Pop-Musiker Peter Heppner. Das Stück ist die zweite Singleauskopplung aus ihrem dritten Studioalbum Leben.

## Entstehung und Artwork
Geschrieben wurde das Lied von Peter Heppner und Christopher von Deylen. Produziert wurde die Single vom Letztgenannten im Berliner Livingroom Tonstudio. Das Mastering erfolgte in den Emil Berliner Studios, unter der Leitung von Dirk Niemeier. Die Gesangsaufnahmen Heppners fanden im Heimfelder Tonstudio Peter’s rotem Zimmer statt. Leben … I Feel You wurde unter den Musiklabels Island Records und Radikal Records veröffentlicht sowie durch Warner/Chappell und den Wolfsheim Musikverlag verlegt.
Auf dem schwarz gehaltenen Cover der Maxi-Single ist – neben Künstlernamen und Liedtitel – eine Grafik eines neongrünen Baumes zu sehen. Das Coverbild soll eines der vier Elemente (Erde) darstellen. Die restlichen Elemente sind auf anderen Singleauskopplungen des Albums Leben zu finden. Auf dem Album selbst sind alle vier Elemente vereint. Das Artwork stammt von Katja Stier. Neben dem Original erschien auch ein alternatives Coverbild, dessen Hintergrund grün und der Baum schwarz – also im Gegensatz zum Original – gehalten ist.

## Veröffentlichung und Promotion
Die Erstveröffentlichung von Leben … I Feel You erfolgte am 24. November 2003, als Promo-Single, in Deutschland und Griechenland. Die Veröffentlichung der regulären Maxi-Single fand am 5. Januar 2004 in Deutschland statt. 2004 folgte ebenfalls eine Veröffentlichung im restlichen Teil Europas. Nach mehr als einem Jahr folgte am 31. Mai 2005 eine Veröffentlichung in den Vereinigten Staaten. Die Single ist in diversen verschiedenen EPs, Maxi-Singles und Vinylplatten erhältlich, die sich allesamt durch die Anzahl und der Auswahl ihrer B-Seiten unterscheiden. Auf den meisten Maxi-Singles finden sich Live- (live aus Berlin und Düsseldorf) oder Remixversionen zu Leben … I Feel You als B-Seiten wider. Einige wenige Tonträger beinhalten den „Non-Album-Track“ Vielklang oder das Lied Einklang als B-Seite. Am 14. Juli 2009 erschien eine Liveversion des Liedes als Einzeldownload. 2016 erschien im Zuge der Veröffentlichung von Zeitreise – Das Beste von Schiller eine EP mit dem Titel Zeitreise EP. Diese beinhaltete vier neue bis dato unveröffentlichte Remixversionen des Stückes.
Das Stück war in einer von Schiller selbst getätigten Remixversion (Chill Out Version) Teil des Soundtracks zum deutschen Kino-Thriller Lautlos von Mennan Yapo.
Remixversionen
- 2004: Leben … I Feel You (Chill Out Version) (Remix von Schiller)
- 2004: Leben … I Feel You (DIY Extended Remix)
- 2004: Leben … I Feel You (DIY Radio Edit)
- 2004: Leben … I Feel You (Humate Remix)
- 2004: Leben … I Feel You (Mellow Trax Remix)
- 2004: Leben … I Feel You (Sono’s Ghost of the Past Mix)
- 2005: Leben … I Feel You (Felipe Inoa’s Feelin U Mix)
- 2005: Leben … I Feel You (Funky Junction & Anthony Reale Electro Dub)
- 2005: Leben … I Feel You (Funky Junction & Anthony Reale Main Room Mix)
- 2005: Leben … I Feel You (Marco Zappala Club Mix)
- 2005: Leben … I Feel You (Splashfunk & Funky Junction Sheeva Turbolenza Mix)
- 2016: I Feel You (Herzog & Aurich Club Mix)
- 2016: I Feel You (Herzog & Aurich Radio Edit)
- 2016: I Feel You (Stefan Grunwald & Lokee Radio Edit)
- 2016: I Feel You (Stefan Grunwald & Lokee Remix)

## Hintergrund
Nach der Single Dream of You aus dem Jahr 2001, welches zu diesem Zeitpunkt den größten Charterfolg Schillers darstellte und auch mit einem ECHO Pop in der Kategorie „Dance-Single des Jahres national“ ausgezeichnet wurde, ist Leben … I Feel You bereits die zweite Zusammenarbeit zwischen Schiller und Peter Heppner.

## Inhalt
Der Liedtext zu Leben … I Feel You ist in englischer Sprache verfasst und bedeutet ins Deutsche übersetzt so viel wie „Leben … Ich fühle dich“. Die Musik und der Text wurden gemeinsam von Peter Heppner und Christopher von Deylen verfasst. Musikalisch bewegt sich das Lied im Bereich des Ambient und des Synthie-Pops. Das Tempo beträgt 131 Schläge pro Minute. Im Lied besingt Heppner wiederholt, dass er eine bestimmte Person immer und überall fühlen könne und stellt diese Aussage in verschiedenen Vergleichen wieder.
| „I feel you In every stone In every leaf of every tree You’ve ever grown (That you ever might have grown) I feel you In every thing In every river that might flow In every seed you might have sown“ – Refrain, Originalauszug | „Ich fühle Dich In jedem Stein In jedem Blatt jedes Baumes Den Du jemals wachsen ließest (Den Du vielleicht jemals hast wachsen lassen) Ich fühle Dich In jedem Ding In jedem Fluss, der fließen könnte In jedem Samen, den Du vielleicht ausgesät hast“ – Refrain, Übersetzung |

## Musikvideo
Das Musikvideo zu Leben … I Feel You wurde Ende 2003 auf der deutschen Ostseeinsel Rügen gedreht. Zu sehen ist wie Heppner verschiedene Schauplätze der Insel mit dem Fahrrad erkundet. Er besucht unter anderem das Kurhaus Binz, eine alte Bahnhofsgaststätte, das KdF-Bad Prora, den Nationalpark Jasmund mit seiner Kreideküste und das Ostseebad Binz. Das Musikvideo endet mit einem Besuch der Seebrücke Binz, vor dem sich ein Bogen mit der Aufschrift „Leben“ befindet, eine Anspielung auf den Titel der Single und des gleichnamigen Albums von Schiller.
Die Gesamtlänge des Videos beträgt 3:48 Minuten. Regie führte Hans Hammers Jr. II. Produziert wurde das Video von Luminus Film, unter der Leitung Florian Buba’s. Bis heute zählt das Video über 27 Millionen Aufrufe bei YouTube (Stand: März 2022). 2011 stellte ein Filmteam das Musikvideo exakt nach seinem Vorbild nach.

## Mitwirkende
| Liedproduktion - Peter Heppner: Gesang, Komponist, Liedtexter - Dirk Niemeier: Mastering - Christopher von Deylen: Komponist, Liedtexter, Musikproduzent Unternehmen - Emil Berliner Studios: Mastering - Island Records: Musiklabel - Livingroom: Tonstudio - Peter’s rotem Zimmer: Tonstudio - Radikal Records: Musiklabel - Warner/Chappell: Verlag - Wolfsheim Musikverlag: Verlag | Artwork - Katja Stier: Artwork (Cover) Musikvideo - Florian Buba: Filmproduzent - Hans Hammers Jr. II: Regisseur - Carsten Pieck: Kameraassistent - Christian Prüß: Erste Filmaufnahmeleitung - Ben Wolf: Kameramann - Luminus Film: Filmproduzent |

## Chartplatzierungen
Leben … I Feel You erreichte in Deutschland Position 15 der Singlecharts und konnte sich insgesamt zehn Wochen in den Charts halten. In den Vereinigten Staaten konnte sich die Single in den „US Dance/Club Play Songs“ platzieren und erreichte hierbei in 14 Chartwochen Position fünf der Charts. Des Weiteren erreichten Schiller und Heppner Position eins der Airplaycharts in Polen, wo sich die Single insgesamt zwei Wochen an der Spitze und 27 Wochen in den Charts hielt; sowie in Rumänien, wo sich die Single insgesamt drei Wochen an der Spitze und 35 Wochen in den Charts hielt.
Für Schiller ist dies der achte Charterfolg in Deutschland und der bislang einzige in den US Dance/Club Play Songs. Für Heppner als Interpret ist dies der vierte Charterfolg in den deutschen Singlecharts. Als Liedtexter stellt Leben … I Feel You den zehnten Charterfolg Heppners in Deutschland, sowie sein achter Charterfolg als Komponist. Leben … I Feel You ist nach Dream of You die zweite Single Heppners die außerhalb der deutschsprachigen Staaten Charterfolge feierte, erstmals konnte sich hiermit eine Single von ihm auch außerhalb Europas in den Charts platzieren, womit es den kommerziell erfolgreichsten Charthit Heppners darstellt.